# Robert Burns Woodward
Robert Burns Woodward (Boston, 10 de abril de 1917 — Cambridge, 8 de julho de 1979) foi um químico norte-americano. Foi agraciado com o Nobel de Química de 1965, por conseguir preparar clorofila artificialmente em 1960.

## Carreira
Ele é considerado por muitos como o químico orgânico sintético mais proeminente do século XX, tendo feito muitas contribuições importantes para o assunto, especialmente na síntese de produtos naturais complexos e na determinação de sua estrutura molecular. Ele também trabalhou em estreita colaboração com Roald Hoffmann em estudos teóricos de reações químicas. Foi agraciado com o Prêmio Nobel de Química em 1965.

### Publicações
Durante sua vida, Woodward foi autor ou coautor de quase 200 publicações, das quais 85 são artigos completos, o restante compreendendo comunicações preliminares, texto de palestras e resenhas. O ritmo de sua atividade científica logo ultrapassou sua capacidade de publicar todos os detalhes experimentais, e grande parte do trabalho em que participou só foi publicado alguns anos após sua morte. Woodward treinou mais de duzentos Ph.D. estudantes e pós-doutorandos, muitos dos quais posteriormente seguiram carreiras de destaque.

## Homenagens
- 1945 - Medalha John Scott
- 1955 - Prémio Leo Hendrik Baekeland[5]
- 1956 - Medalha William H. Nichols[6]
- 1957 - Prémio ACS por Trabalho Criativo em Química Sintética Orgânica[7]
- 1958 - Prémio Remsen[8]
- 1959 - Medalha Davy[9]
- 1961 - Medalha de Ouro Pio XI[10]
- 1962 - Prémio Roger Adams[11]
- 1964 - Medalha Nacional de Ciências[12]
- 1965 - Nobel de Química[13]
- 1967 - Prémio Willard Gibbs[14]
- 1968 - Medalha Lavoisier (SCF)[15]
- 1973 - Prémio Arthur C. Cope[16]
- 1978 - Medalha Copley[17]